# ملعب تشانغليميثانغ
ملعب تشانغليميثانغ (بالإنجليزية: Changlimithang Stadium)‏ هو ملعب متعدد الاستخدمات يقع في تيمفو، ببوتان، يستخدم كملعب وطني وويستضيف الملعب مباريات منتخب بوتان لكرة القدم في البطولات الدولية، وأيضا مباريات الأندية المحلية ويتسع الملعب لـ 25،000 متفرج.